# Sưu tập tem

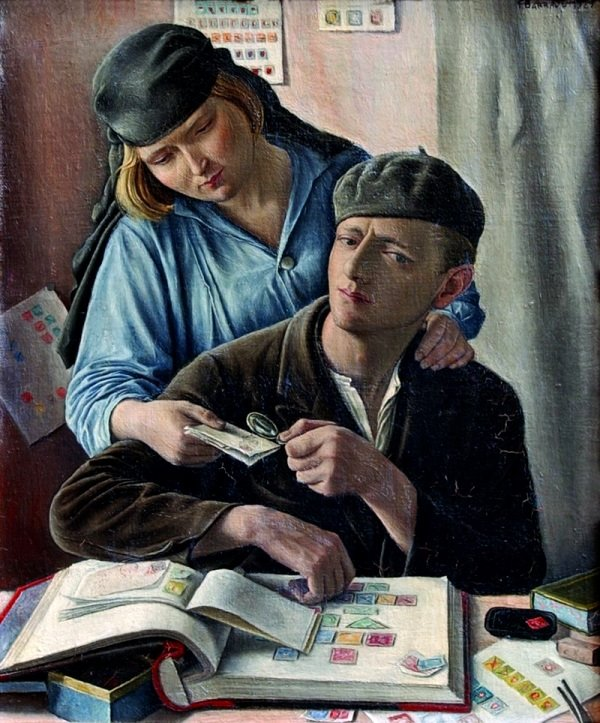
Le Philateliste của François Barraud (1929).

Sưu tập tem hay chơi tem là việc sưu tầm tem thư và những vật phẩm liên quan như phong bì,... Nó là một trong những thú sưu tập phổ biến nhất trên thế giới, ước tính chỉ riêng ở Mỹ đã có hơn 2 triệu người theo đuổi sở thích này. Người ta nói rằng, sưu tập tem là vua của các loại sưu tập.
Sưu tầm tem không giống với tem học, môn học về tem thư. Nhà tem học không nhất thiết phải là người sưu tập tem. Nhiều người sưu tập đơn thuần với mục đích giải trí và không quá quan tâm đến các chi tiết nhỏ về con tem, nhưng để có một bộ sưu tập tem lớn và toàn diện, việc có kiến thức về tem học là rất cần thiết.
Các nhà sưu tập tem đôi khi đóng vai trò là nguồn tiền đối với một số quốc gia chuyên in các bộ tem số lượng hạn chế với thiết kế đặc biệt dành riêng cho việc sưu tập. Những loại tem được in kiểu này phần nhiều vượt qua nhu cầu về tem thư trong nước, nhưng đồng thời có những chi tiết thiết kế đặc biệt mà những nhà sưu tập muốn có trong bộ sưu tập của mình.
Nhiều người sưu tầm, nhìn thấy là giá của những tem hiếm đang tăng lên, đã bắt đầu đầu tư vào tem. Tem hiếm là đầu tư hữu hình có thể giữ và mang theo dễ dàng, cho nên tem là lựa chọn tốt đối với tác phẩm nghệ thuật hay kim loại quý.
Ngày nay, không chỉ trên thế giới mà ở cả Việt Nam, sưu tập tem đã trở thành loại hình sưu tập chiếm số lượng đông đảo, khi mới ra đời vào năm 1840, tem chỉ làm nhiệm vụ thanh toán cước phí bưu chính, làm nhiệm vụ vận chuyển và làm tăng doanh thu bưu chính. Ban đầu, tem thư phát hành là tem phổ thông - tức là tem phát hành với số lượng lớn - hình ảnh và màu sắc trên tem không đẹp. Do nhu cầu bưu chính, nhiều loại tem khác nhau đã ra đời khiến cho con tem trở nên phong phú và đa dạng hơn. Và để phục vụ cho nhu cầu sưu tập, con tem ngày nay đã in ấn càng lúc càng đẹp hơn, phong phú với nhiều chủ đề nhằm quảng bá đất nước, con người.
Mỗi con tem là một tác phẩm thu nhỏ, có tính chất đồ họa đặc biệt, ban đầu người ta xem tem chỉ là một vật để phục vụ bưu chính- nhưng lâu dần con tem bị dán và dần mất đi, và nguyên tắc tem là không tái bản, vì vậy lâu dần nêu không sưu tập và cất giữ, con tem sẽ bị mất đi. Từ những nguyên nhân trên, bộ môn sưu tập tem đã ra đời và trở thành một bộ môn nghệ thuật cho đến ngày nay.

## Lịch sử sưu tập tem
- Năm 1841, phong trào sưu tập Tem xuất hiện tại Anh và nhanh chóng lan rộng ra khắp thế giới.
- Liên minh Bưu chính thế giới (UPU) được thành lập ngày 09-10-1874 tại Thụy Sĩ;
- Liên đoàn Tem chơi Quốc tế (FIP) được thành lập ngày 26-6-1926 tại Paris (Pháp).
- Liên đoàn Tem chơi châu Á - Thái Bình Dương (FIAP) được thành lập ngày 14-9-1974 tại Singapore.
- Hội Tem Việt Nam được thành lập ngày 30-12-1960.

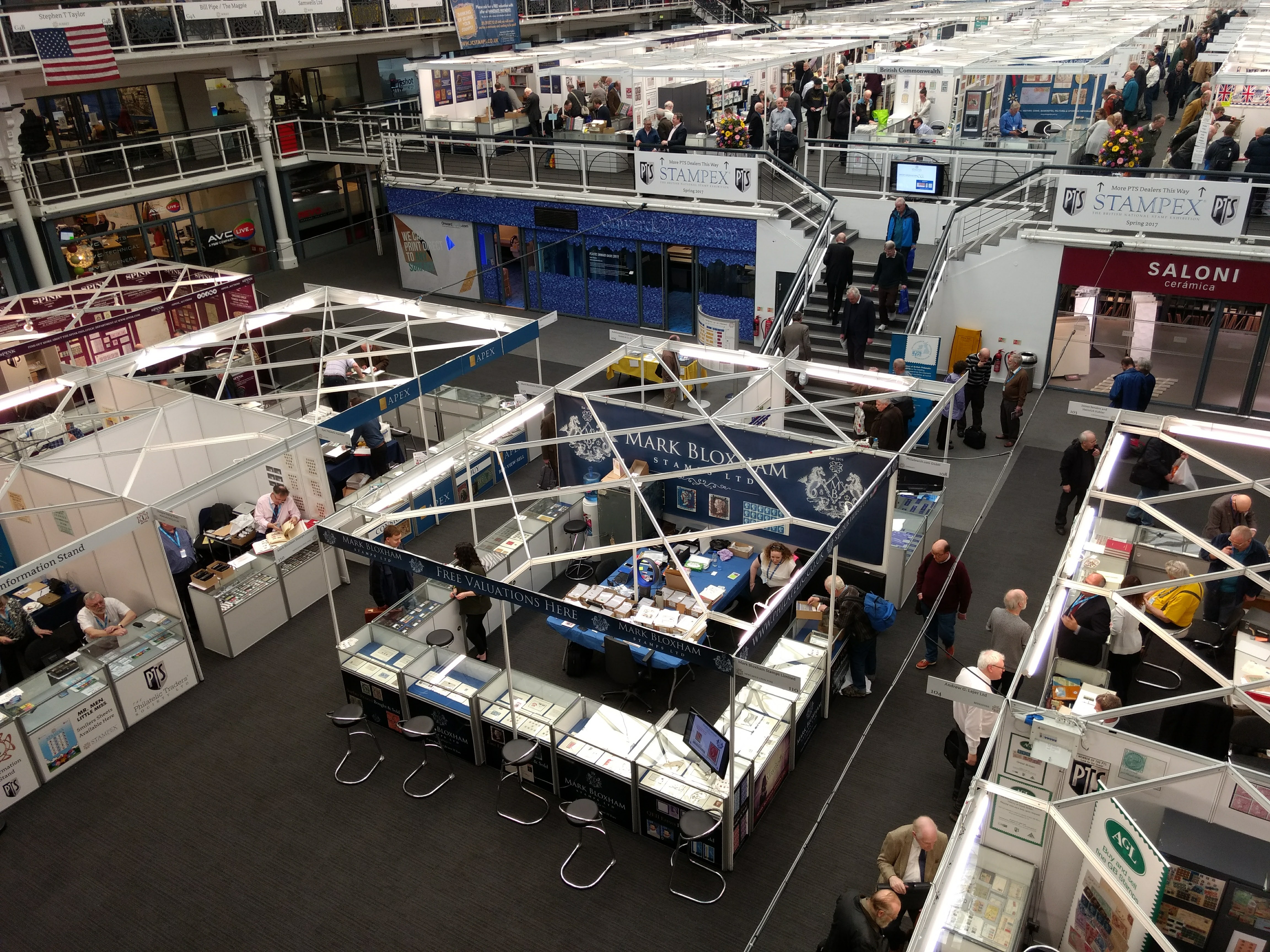
Hội chợ tem thư Stampex tổ chức mỗi năm 2 lần tại Luân Đôn

## Chủ đề trên tem sưu tập
Người sưu tập thường có xu hướng sưu tập theo chủ đề mình thích, thông thường chủ đề do người chơi tự chọn lấy riêng cho bản thân mình. Thông thường người chơi có thể có từ 1 đến 50 chủ đề chơi. Ví dụ, chủ đề: hoa, bướm, cây cỏ, di sản hay danh nhân, thuyền bè... Chủ đề nào được nhiều người chơi nhất sẽ làm cho giá tem mau lên giá nhất. Các chủ đề được nhiều người chơi nhất là: chủ đề bướm, hoa lan và di sản thế giới.

## Các thuật ngữ trong sưu tập tem[2]

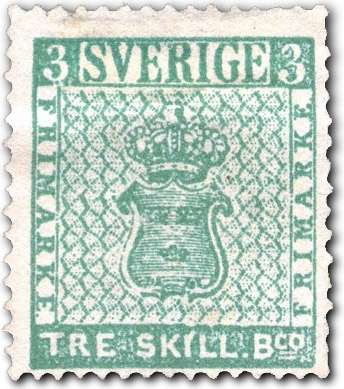
Tem 3 skilling vàng của Thụy Điển, từng được bán đấu giá đắt nhất thế giới

Phong bì tem phát hành ngày đầu tiên (FDC) của Hoa Kỳ năm 1969

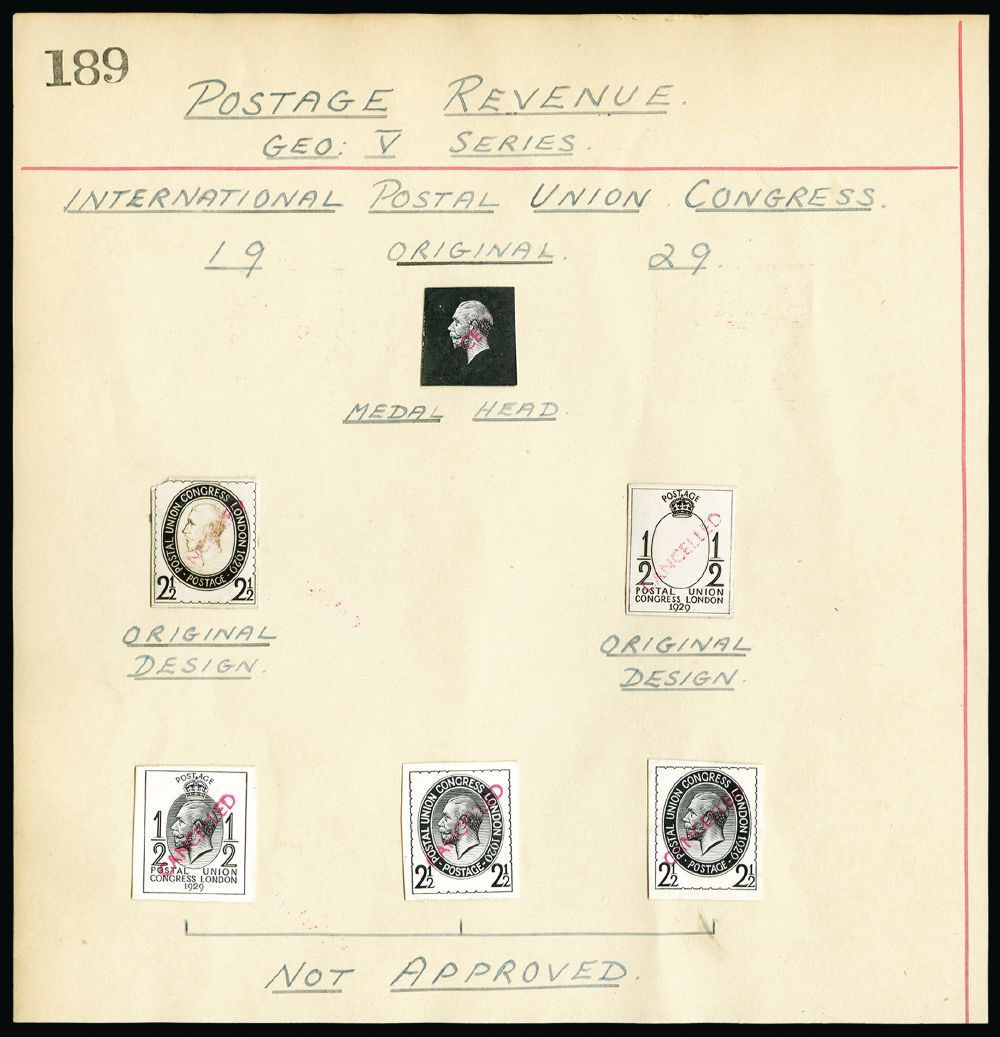
Tem in thử của Anh Quốc năm 1929

- Mint stamp: có nghĩa là tem sống, tức là tem còn lưu hành nhưng chưa qua sử dụng.
- Hinge stamp: có nghĩa là giấy gắn tem, là mảnh giấy nhỏ hình chữ V, 1 đầu dán vào sau lưng tem, 1 đầu dán vào album. Thời trước, người chơi tem thường dùng cách này để dán tem vào album vì album có băng gài tem chưa thông dụng như bây giờ.
- MINT NEVER HINGED (MNH) hay MINT UNHINGED (MUH): tem sống hoàn hảo, không có giấy gắn tem phía sau. Loại này có giá trị rất cao.
- MINT VERY LIGHT HINGED (MVLH): tem sống đã được lột bỏ giấy gắn tem, hầu như không còn dấu vết của giấy gắn tem ở mặt sau tem. Giá trị ngang bằng tem sống.
- MINT LIGHT HINGED (MLH): tem sống đã được lột bỏ giấy gắn tem, chỉ còn vết rất mờ của giấy gắn tem ở mặt sau tem. Giá trị thấp hơn tem sống và giá cả cũng vậy.
- MINT HINGED (MH): tem sống vẫn còn nguyên giấy gắn tem ở mặt sau tem; hoặc tem sống đã được lột bỏ giấy gắn tem nhưng vẫn còn dính lại một ít giấy gắn tem hay vẫn còn dấu vết của giấy gắn tem ở mặt sau tem. Loại tem này giá trị gần như tem sống tuy nhiên là tem sống không hoàn hảo, giá trị thấp hơn tem sống một bậc.
- FDC (viết tắt từ tiếng Anh First Day Cover), hay Phong bì Ngày phát hành đầu tiên, do cơ quan bưu chính hay một công ty có thẩm quyền phát hành cùng ngày phát hành bộ tem. Phong bì này có hình minh họa phù hợp với nội dung của bộ tem. Tem được dán lên trên phong bì và được hủy bằng dấu kỷ niệm đặc biệt, gọi là con dấu Ngày phát hành đầu tiên.
- Tem không răng là tem thư có hình ảnh và nội dung giống y hệt tem có răng, nhưng thay vì có răng cưa để dễ xé tem khi gửi thì nó được cắt phẳng theo hình thù của con tem (chữ nhật, vuông,...).
- Tem hủy theo yêu cầu hay tem CTO (viết tắt từ tiếng Anh: cancelled to order) là các tem thư bị hủy bỏ bằng việc đóng dấu bưu điện trước khi được bán cho các người sưu tập tem hoặc các nhà buôn tem.
- Tem chết là những tem thư đã được đóng dấu hay bị hủy và không còn giá trị thanh toán bưu chính, chỉ còn chức năng sưu tập.
- Tem mẫu, hay còn gọi là tem specimen, là loại tem đặc biệt dùng cho các cơ quan bưu chính, các nhà buôn tem để phân biệt giữa tem giả và tem thật. Tem mẫu thường được cơ quan bưu chính đóng, hoặc in đề, chữ specimen (tiếng Anh) lên trên mặt. Tem mẫu thường phát hành với số lượng ít và có giá cao hơn tem thông thường. Tem mẫu thường là tem đối chứng - nên chỉ có được bán tại ưu cục chính.
- Tem in thử là tem được in trên những tờ giấy to (thường là một tem trên một tờ) được dùng để những người có thẩm quyền duyệt hình dáng và nội dung của con tem trước khi in.
- Maximum Postcard (viết tắt là MXC) - còn gọi là bưu thiếp cực đại, cũng gọi là bưu thiếp tương tự, dùng tem đang thời hạn phát hành dán trên mặt hình ảnh của bưu thiếp và hình ảnh của con tem tương đồng hoặc tương tự với hình ảnh của bưu thiếp, và địa điểm của con dấu bưu chính đóng huỷ tem có tương quan đến hình ảnh con tem, kết hợp thành một vật phẩm bưu chính. MXC có thể được gửi trong ngày phát hành đầu tiên có con dấu và ngày phát hành trùng khớp với nhau. MXC thường phát hành với số lượng rất ít nên dễ đẩy giá lên rất cao.
- Postage stamps – tem quốc gia phát hành bao gồm các thuật ngữ 
  - Definitive stamps – Tem phổ thông – tem thường gặp nhất – bao gồm nhiều mẫu có khi cùng mẫu nhưng có khi khác màu.
  - Commemorative stamps – Tem phát hành nhân các ngày kỷ niệm, thông thường loại tem này phát hành đơn lẻ hoặc theo bộ có ghi ngày kỷ niêm trên tem. Hầu như các nước phát hành tem này thường phát hành đơn lẻ.
  - Revenue stamps – tem phát hành đặc biệt dùng để chi trả thuế.
  - Postal stationery – vật phẩm bưu chính: bao gồm bì thư, tờ kỷ niêm hay các vật phẩm liên quan như sổ tem, tờ khai sinh, v,..v…..
  - Sheets: là thuật ngữ dùng cho tem phát hành theo tờ.
  - Sheetlets – là tờ tem không phát hành riêng lẻ, thông thường in dập cả tờ, in toàn bộ mẫu hoặc trọn bộ, không bao gồm blocks, thông thường có dính lề bên ngoài mô tả cùng chủ đề của tem. Cá biệt có tem phát hành cả tờ nhưng tất cả các con tem trên tờ này đều khác nhau hoàn toàn.
  - Miniature sheet – tem phát hành tờ giống nhau trọn bộ chủ đề nhưng có số lượng ít hơn sheetlets, thông thường có 1, 2 hoặc 4 bộ.
  - Souvenir sheets – là tờ tem rất đặc biệt dùng để phát hành kèm theo tem đơn lẻ và hợp thành trọn bộ tem. em được in hay giữ trong một hình thức như cuốn sổ tay nhỏ, dài, bìa bên ngoài bằng giấy cứng có in hình mẫu tem cũng như số lượng tem có bên trong và giá tiền của nguyên sổ tem. Sổ tem lần đầu tiên được phát hành ở Luxembourg vào năm 1895 nhằm mục đích tạo sự thuận tiện cho người tiêu dùng. Rất nhanh chóng sổ tem được nhiều nước khác tiếp nhận và thực hiện. Một số người chỉ sưu tập sổ tem mà thôi; và một số các sổ tem xưa trở nên rất có giá trị hiện nay. Những quốc gia thường phát hành sổ tem cũng có in những album riêng để cho người chuyên sưu tập sổ tem dùng.
  - Corner blocks hay plate blocks – khối 4 hay dây 4, thường giống nhau trong cùng một mẫu, rất hiếm vì rất khó để xé dây 4 hay khối 4 kiểu này, giá trị rất cao.
  - Stamp Booklet: sổ tem - hay sổ lưu niệm - là một cuốn sổ tay nho nhỏ chứa cả dây tem giống nhau và kèm theo hình ảnh minh họa hay có khi là cả một câu chuyện hoàn chỉnh hay lời thuyết minh trọn vẹn về tem.
  - Stamp Joint Issued: Tem phát hành chung - là tem phát hành chung giữa 2 quốc gia, 3, 5 hay cá biệt có đến 10 quốc gia phát hành chung một mẫu tem duy chỉ khác nhau về mệnh giá và tên quốc gia hay các vật phẩm liên quan, còn mẫu tem phát hành chung là phải giống nhau. tem phát hành chung phổ biến gồm 2 mẫu giữa hai quốc gia. Số tem in trùng với số quốc gia phát hành chung.
  - Souvenir Folder: Là một tờ kẹp cả bộ tem gọi là một Folder - Folder ngày nay có sự khác biệt. Trước kia Folder phát hành thường kèm bộ tem và đóng luôn dấu hủy và ngày phát hành đầu tiên. Ngày nay, Folder chỉ là tờ chứa cả bộ tem chỉ để thuyết minh cho bộ tem.
- Hinge: Miếng dán tem - Dùng để dán tem vào album, thường để lại dấu sau lưng tem khiến tem phần nào mất giá trị.
- Hingeless: tem không có dấu bị dán vào album.
- Handstamp: Dấu hủy bằng tay thay vì hủy bằng máy.
- Handback: Bì thư được xin dấu hủy bằng tay và được đưa lại cho người gởi thay vì bỏ vào thùng thư gởi đi.
- Grease, Stains on Stamps: các vết ố, bẩn trên tem.
- Grill: Các ô vuông nhỏ được in dập vào sợi giấy dùng để in tem. Mục đích là cũng để tránh tình trạng người ta tẩy rửa các dấu hủy để dùng tem lại, vì khi đóng dấu hủy lên tem có grill có ô vuông nhỏ này sẽ ăn mực rất đậm, khó mà tẩy xoá được.
- Air Cover: Phong bì hoặc các loại giấy gói có dán hay in tem hàng không, nhãn hàng không hoặc các hình thức khác như dấu hủy xác nhận nó được chuyên chở bằng máy bay.
- Backprint: Là bất cứ những gì được in ở mặt lưng của con tem.
- Block: Một nhóm có ít nhất 4 tem còn dính liền nhau, hai con theo hàng ngang và hai con theo hàng dọc. Block có thể có nhiều hơn 4 tem nhưng phải ít hơn 1 tờ tem.
- Bogus: Tem giả, tem ma. Tem loại này được những tay in tem lậu phát hành nhằm mục đích trục lợi, móc tiền của dân chơi tem. Tem loại này thường mang tên của các quốc gia không hiện hữu hoặc không được quyền phát hành tem. Booklet pane là một trang tem trong cuốn sổ tem, một trang tem thường có sáu con tem hoặc ít hơn. Thường các cạnh của trang tem được cắt xén thẳng hàng nên con tem trong mỗi trang tem sẽ có ít nhất một cạnh thẳng, không có răng.
- Bull’s Eye: Mắt Bò - thuật ngữ dùng để chỉ những con tem có dấu đóng ngay chính giữa, thẳng thắn, rõ ràng ngày tháng năm và địa danh. Tem có dấu mắt bò rất được giới sưu tập tem yêu thích và cũng có câu lạc bộ riêng của những người chuyên sưu tập loại này.
- Cachet: Phần hình minh hoạ hay trang trí nằm phía bên trái của phong bì. Cachet thường dùng để đánh dấu các ngày lễ, ngày kỷ niệm một sự kiện hay nhân vật. Cachet được dùng phổ biến nhất trên các phong bì phát hành ngày đầu tiên – FDC. Cachet trên FDC rất đa dạng và phong phú như được in, vẽ tay hoặc bằng lụa, bằng kim loại… dán lên phong bì.
- Cancellation: Dấu hủy bỏ tem.Dấu hủy được dùng với một mục đích duy nhất là tránh không cho người ta tái sử dụng tem. Dấu huỷ có thể là những đường gạch ngang, gạch chéo bằng mực hay các dấu trong, lục giác, tam giác, sọc ngang…. đóng lên trên con tem.
- Catalog: Danh mục tem. Loại sách đặc biệt nhằm phục vụ cho giới chơi tem. Sách in hình và chi tiết của tất cả các mẫu tem được các quốc gia trên thế giới phát hành hợp pháp. Tem được sắp xếp và đánh mã số theo thứ tự ABC của tên quốc gia và ngày phát hành. Sách liệt kê đầy đủ chi tiết của từng con tem như: loại tem, ngày phát hành, số răng tem, màu sắc, sự khác biệt nếu có, kỹ thuật in, loại giấy, có hay không có dấu nước... và giá trị thị trường của tem sống lẫn tem chết. Mỗi quốc gia thường xuất bản danh mục tem thư riêng của mình với chi tiết đầy đủ hơn các cuốn danh mục tổng quát của cả thế giới.Trên thế giới có một số danh mục tem rất nổi tiếng như Stanley Gibbons (Anh), Michel (Đức), Yvert & Tellier (Pháp), Zumstein (Thụy Sĩ), Bolaffi (Ý), Scott (Mỹ)... Trong số này Stanley Gibbons là cuốn danh mục đầu tiên và tồn tại lâu dài của thế giới, được xuất bản ở London từ năm 1865. Danh mục tem là một loại sách mà người chơi tem, nghiên cứu tem cũng như mua bán tem không thể thiếu được, vì không có nó người ta hoàn toàn không có ý niệm gì về con tem mình đang có trong tay cả.
- Catalog value: giá trong danh mục tem.Trong danh mục tem thường có ghi chú giá thị trường của mẫu tem liệt kê trong 2 cột cuối bên phải của phần mô tả mẫu tem. Cột bên trái là giá của tem sống và cột bên phải là giá của tem chết. Giá trong danh mục tem chỉ có tính tượng trưng để làm cơ sở cho người sưu tập cũng như lúc giao dịch mua bán tem. Mọi người thường dựa trên bảng giá trong danh mục tem mà trao đổi, mua bán sao cho hợp lý với sự thoả thuận của đôi bên. Đối với các nhà buôn tem bảng giá này chỉ là một cái mốc để cho họ bán tem một cách hợp lý hơn. Rất nhiều nhà buôn bán tem cho khách hàng với giá chỉ bằng 50%-60% cho loại tem này hoặc 25%-33% cho loại tem kia so với giá trong danh mục mà thôi. Nhưng cũng có nhiều con tem được bán ra với giá gấp hai hay 3 lần trên thang giá nhưng người tiêu thụ vẫn mua như thường do mức cung cầu thực tế. Danh mục tem được xuất bản hàng năm để thêm vào những mẫu tem mới được phát hành cũng như cập nhật giá mua bán tem hiện hành. Thuật ngữ Catalog Value (giá trong danh mục tem) thường được viết tắt là CV hay C/V.

## Các bộ tem nổi tiếng thế giới
- Trung Quốc

1. Trung Quốc nhất phiến hồng (tem bị thu hồi khi họa sĩ vẽ bị mất tại đảo Đài Loan)
2. Hồng hầu - tem Tết khỉ đỏ phát hành năm 1980
3. Hoa cúc
4. Mẫu đơn
5. Cá vàng
6. Con tem SARS.

- Việt Nam

1. Chiến sĩ xanh lá mạ
2. Mạc Thị Bưởi
3. Thủ công mỹ nghệ

- Hoa Kỳ

1. Tem máy bay Curtis JN-4 in lỗi.

- Thụy Điển

1. The Treskilling Yellow bị lỗi.

## Dụng cụ phục vụ sưu tập tem

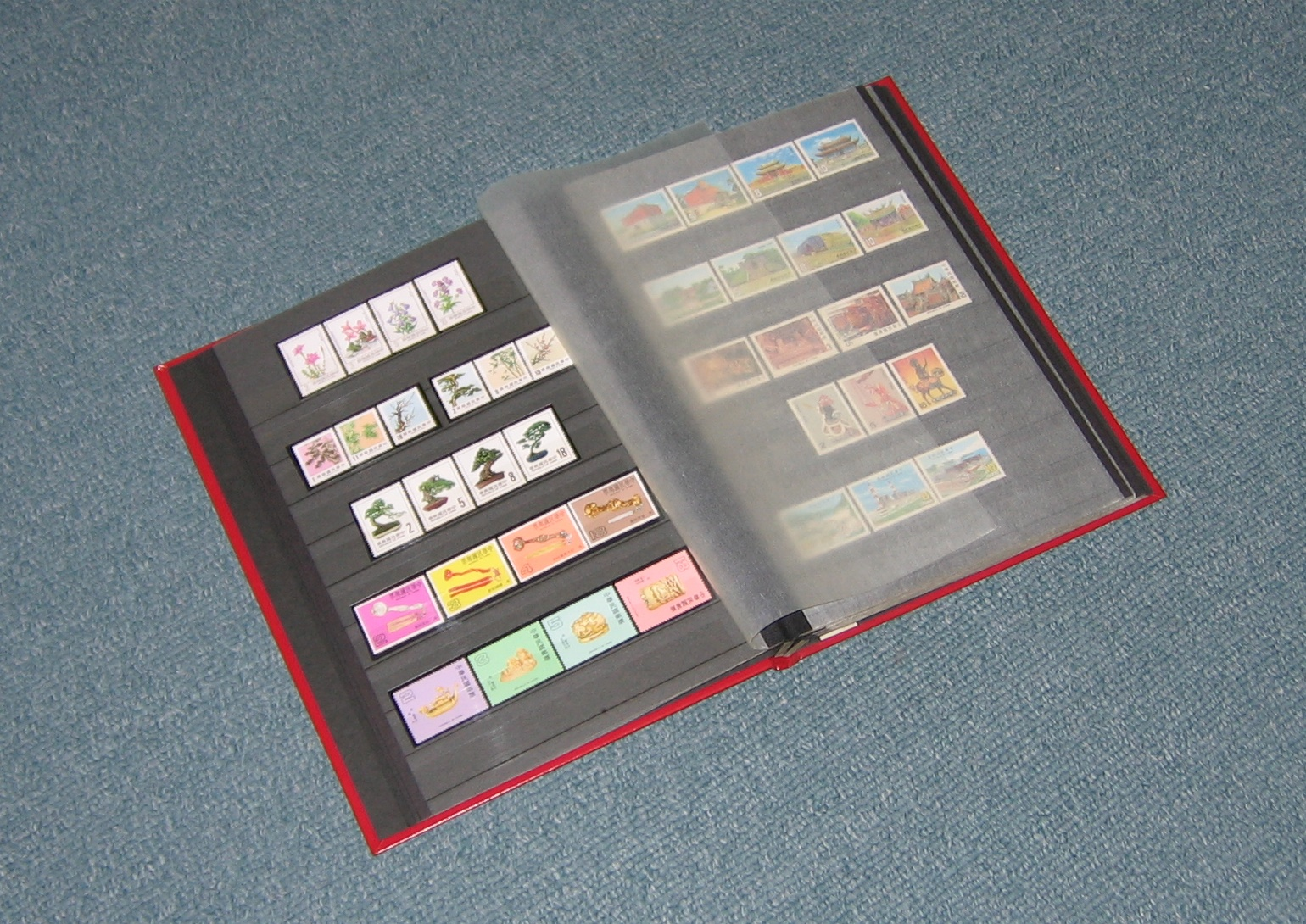
Một quyển album tem với tờ phơi trắng dùng để bảo vệ tem.
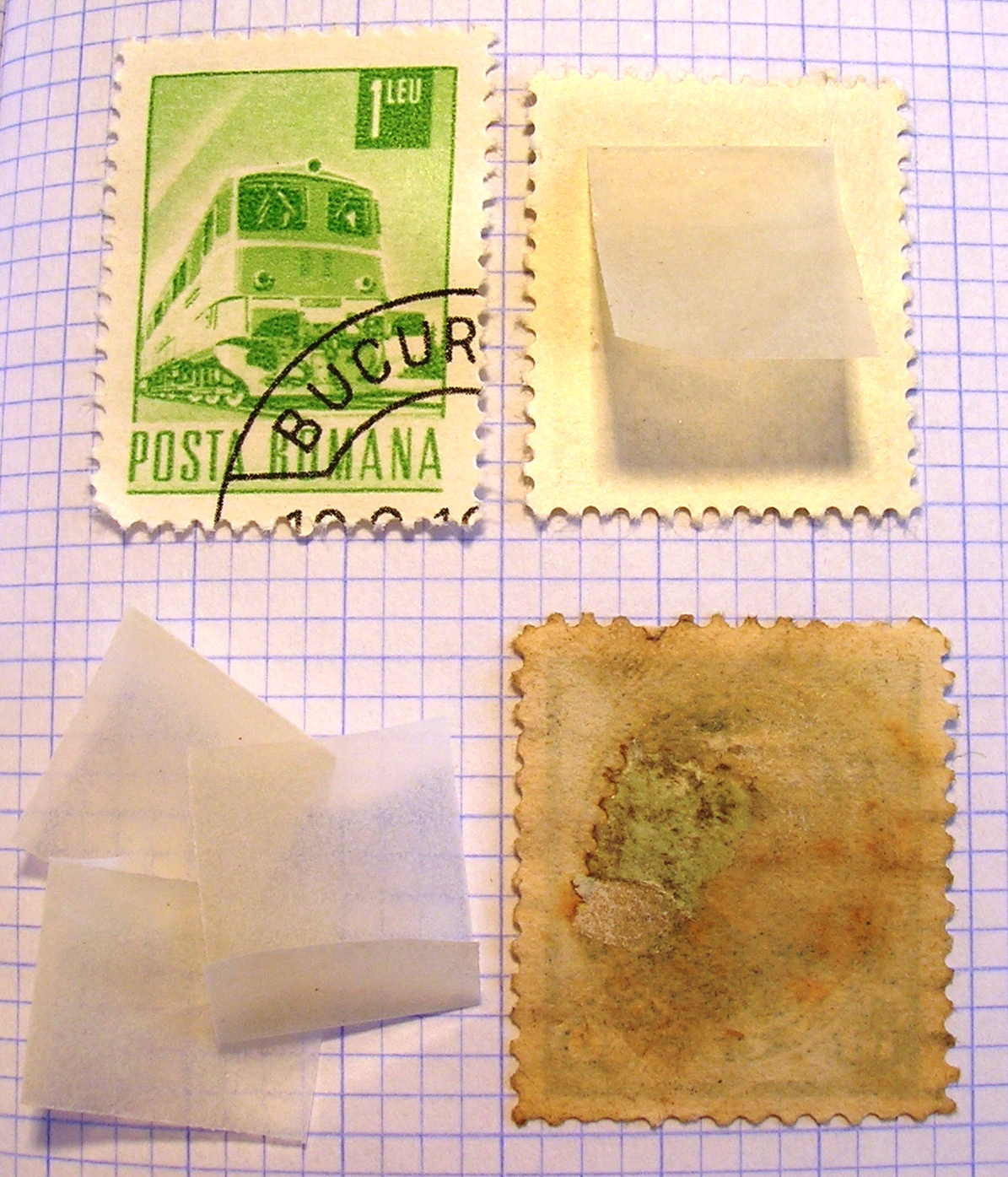
Từ trái sang, theo chiều kim đồng hồ: tem chết, tem đã gắn vào băng gài, con tem bị hư keo phía sau, băng gài tem.
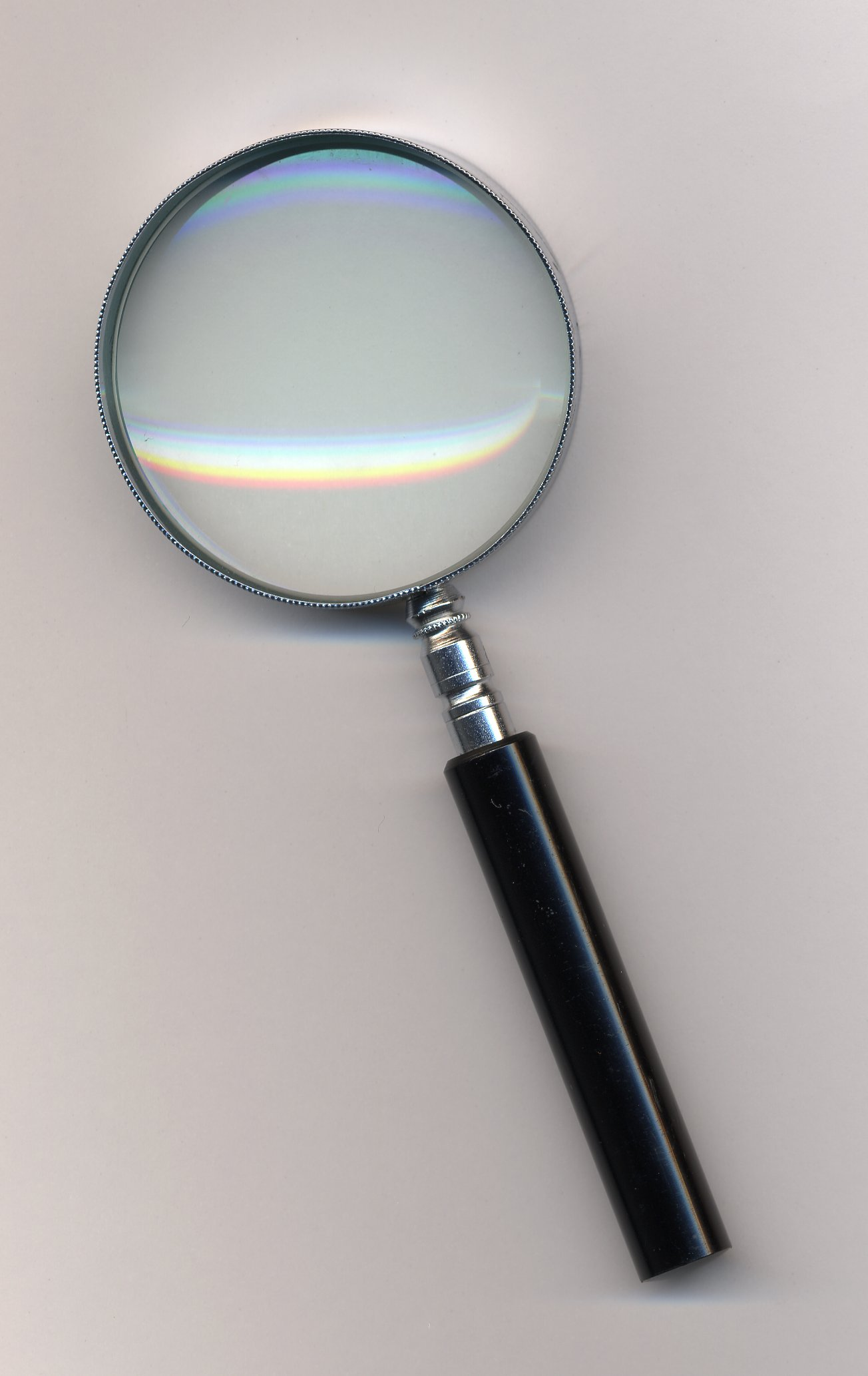
Kính lúp (magnifying glass) soi răng tem và mặt tem
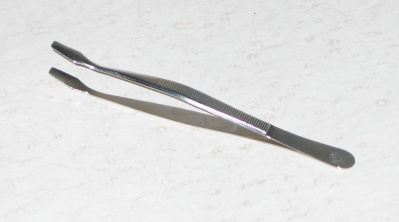
Nhíp gắp tem - nhíp có vai trò quan trọng trong việc gắp tem nhằm tránh mồ hôi tay làm ố tem.
Sưu tập temSưu tập tem